# Bödör László (labdarúgó)
Bödör László (Budapest, 1933. augusztus 17. –) labdarúgó. Az 1963-64-es Kupagyőztesek Európa-kupája döntőjéig jutott MTK csapatának tagja. A budapesti II. Rákóczi Ferenc Közgazdasági Technikumban érettségizett. 1956-tól esztergályos kisiparosként is dolgozott.

## Pályafutása

### Klubcsapatban
Egy-egy esztergomi és dorogi idény után került az MTK-hoz, ahol egyszeres bajnok, háromszoros ezüstérmes és egyszeres bronzérmes lett. 1964-ben tagja a KEK döntőt elvesztő csapatnak, a portugál Sporting Lisszabon ellen. Az első mérkőzésen 3-3 lett az eredmény Brüsszelben, a megismételt döntőn egy szögletből rúgott góllal nyertek a portugálok 1-0-ra. Az MTK-ban összesen 177 bajnoki mérkőzésen szerepelt és 61 gólt szerzett. 1967-ben, Debrecenben fejezte be az aktív labdarúgást.

### Válogatottban
1961-ben egy alkalommal szerepelt a válogatottban. Ezt megelőzően 1958 és 1960 között 10-szeres B válogatott és 4 gólt szerzett. Tagja volt az 1962-es chilei világbajnokságon részt vevő csapatnak, de pályára nem lépett.

## Sikerei, díjai

### Játékosként
MTK
- Magyar bajnokság
  - bajnok: 1957–1958
  - 2.: 1957-tavasz, 1958–1959, 1962–1963
  - 3.: 1960–1961
- Kupagyőztesek Európa-kupája (KEK)
  - döntős: 1963–1964
- Vásárvárosok Kupája (VVK)
  - elődöntős: 1961–1962
- Közép-európai Kupa (KK)
  - győztes: 1963
  - 2.: 1955, 1959

## Statisztika

### Mérkőzése a válogatottban
| Magyarország | Magyarország      | Magyarország            | Magyarország | Magyarország | Magyarország | Magyarország | Magyarország | Magyarország |
| #            | Dátum             | Helyszín                | Hazai        | Eredmény     | Vendég       | Kiírás       | Gólok        | Esemény      |
| ------------ | ----------------- | ----------------------- | ------------ | ------------ | ------------ | ------------ | ------------ | ------------ |
| 1.           | 1961. február 17. | Kairó, Olimpiai Stadion | Egyiptom     | 0 – 2        | Magyarország | barátságos   | -            |              |
|              | Összesen          |                         |              | 1            | mérkőzés     |              | 0            | gól          |